# Dichromochlamys dentatifolia
Dichromochlamys dentatifolia là một loài thực vật có hoa trong họ Cúc. Loài này được (F.Muell.) Dunlop mô tả khoa học đầu tiên năm 1980.